# 卡西亞諾韋
卡西亞諾韋（烏克蘭語：Касянове），是烏克蘭的村落，位於該國東北部蘇梅州，由羅姆內區負責管轄，分別距離阿夫拉緬科韋1.5公里和赫梅利夫3公里，1986年人口10。